# Nørre Alslev
Nørre Alslev je město na severu ostrova Falster v jižním Dánsku. Je součástí komuny Guldborgsund a administrativně spadá pod region Sjælland.
Do konce roku 2006 byl Nørre Alslev samostatnou komunou v bývalém okresu Storstrøm, která zanikla administrativní reformou. Byla sloučena s komunami Nykøbing Falster, Nysted, Sakskøbing, Stubbekøbing a Sydfalster, čímž vznikla komuna Guldborgsund.
Na severu od města stojí 3 199 metrů dlouhý Storstrømský most, spojující Falster s ostrovem Masnedø, ze kterého vede Masnedsundský most do města Vordingborg na Sjællandu. Dále na východě jsou Mosty Farø, otevřené v roce 1985.

## Fotogalerie

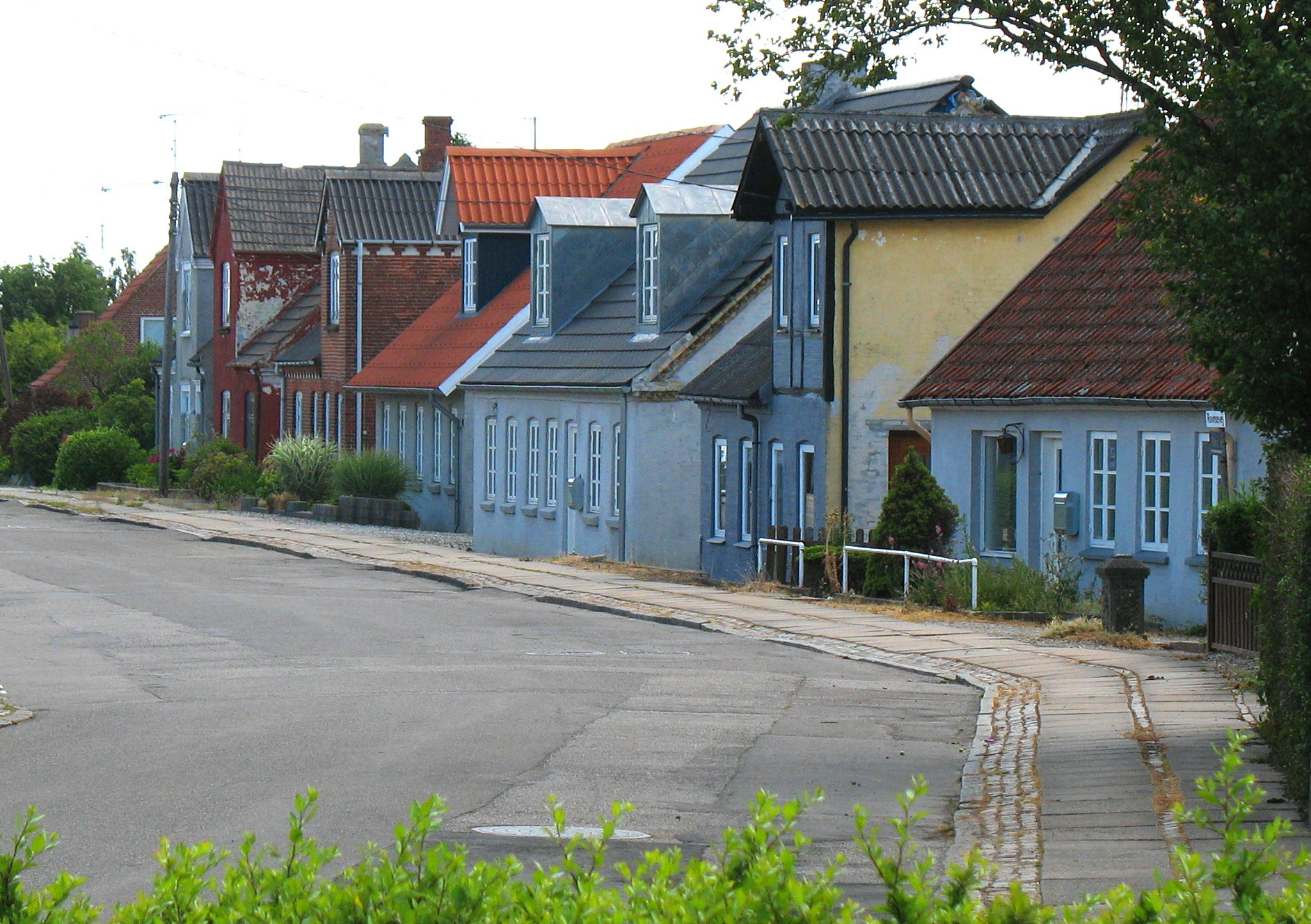
Domy v Nørre Alslevu
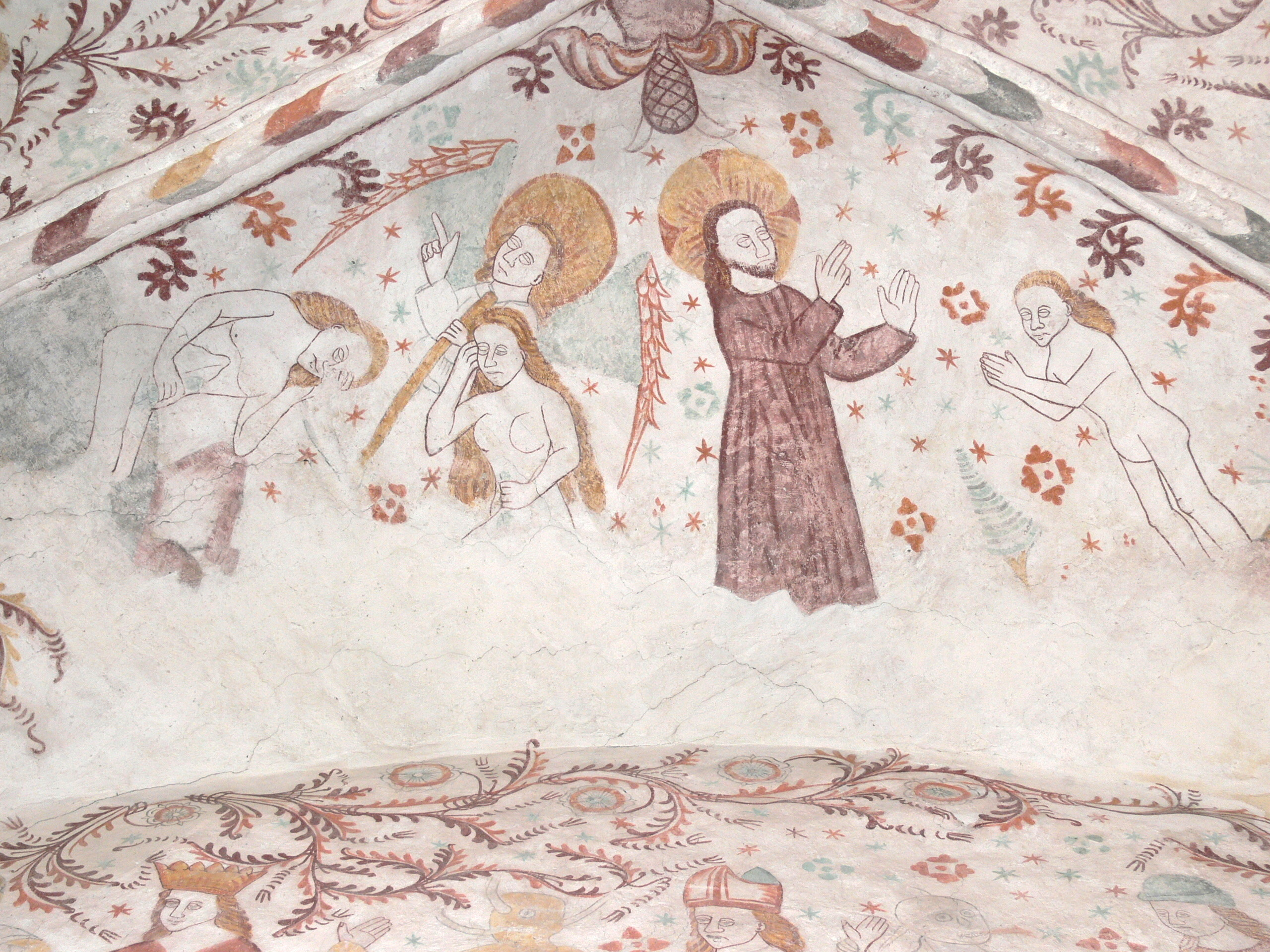
Freska
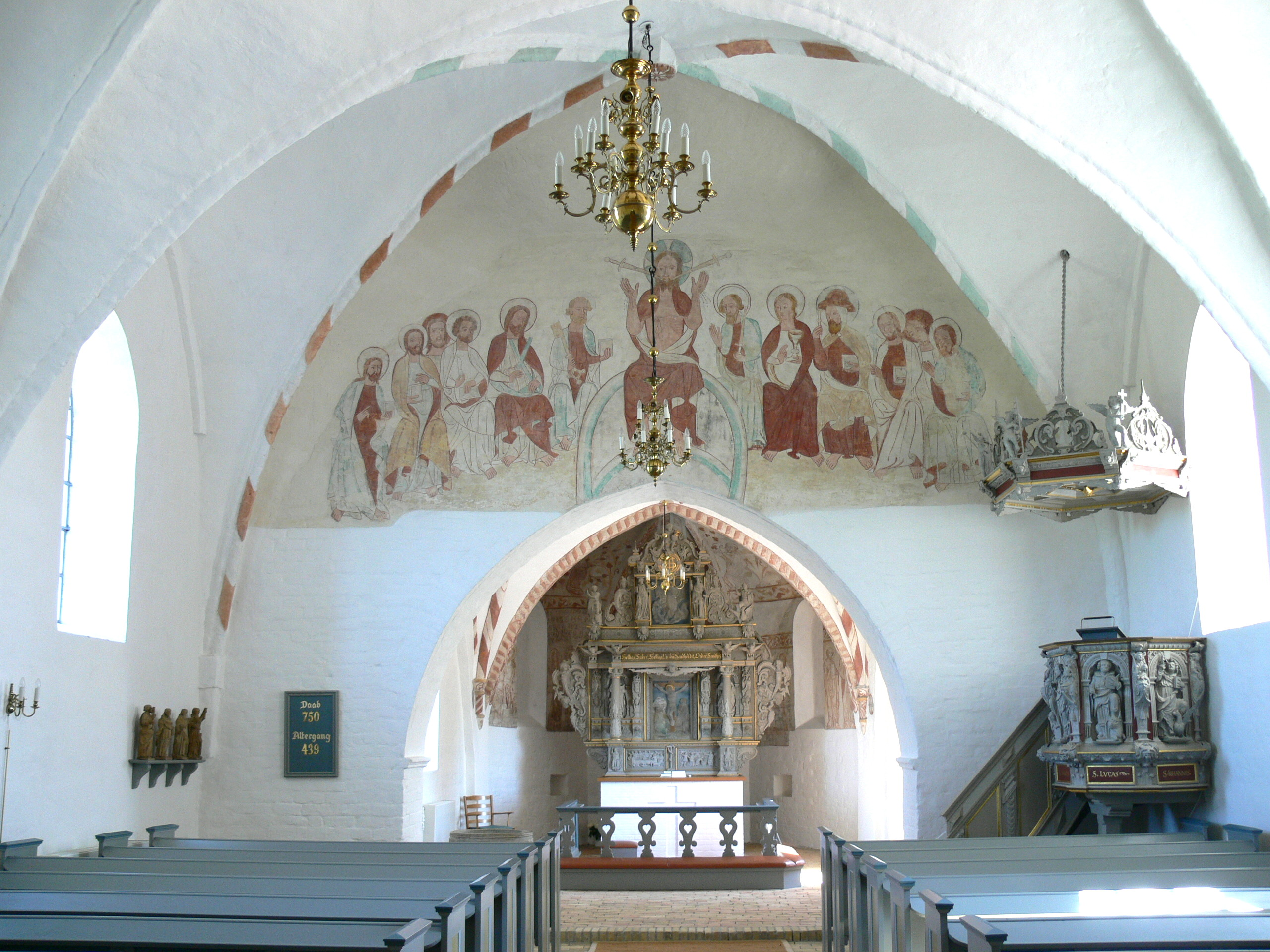
Interiér kostela
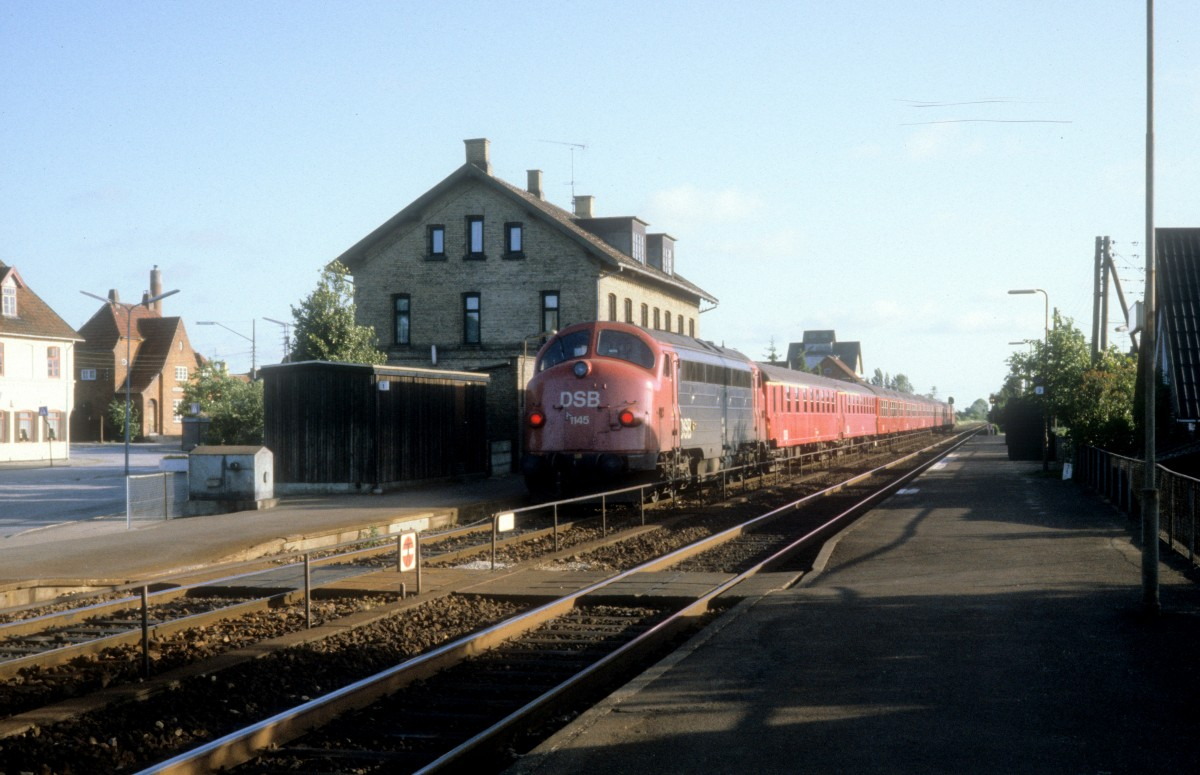
Nádraží